# Journans
Journans è un comune francese di 333 abitanti situato nel dipartimento dell'Ain della regione dell'Alvernia-Rodano-Alpi.
Il territorio comunale ospita le sorgenti del fiume Reyssouze.

## Società

### Evoluzione demografica
Abitanti censiti